# Acarapis externus
Acarapis externus (Ácaro externo das abelhas) é um  parasita externo das abelhas, infectando a região do pescoço de abelhas. Esses ácaros geralmente têm menos de 175 mícros (0,007 in) de comprimento e só podem ser identificados sob um microscópio.
A. externus pode ser encontrado exclusivamente nos lados ventral e lateral da área atrás da cápsula da cabeça de sua abelha hospedeira. Esses ácaros se alimentam da hemolinfa da abelha do local onde se instalam.
Outros ácaros semelhantes na aparência são Acarapis woodi parasita interno e Acarapis dorsalis parasita externo.